# Teyl caurinus
Espèce
Teyl caurinus est une espèce d'araignées mygalomorphes de la famille des Anamidae.

## Distribution
Cette espèce est endémique du Gascoyne en Australie-Occidentale,. Elle se rencontre vers Nanga Station et Zuytdorp.

## Description
Le mâle holotype mesure 19,61 mm.

## Systématique et taxinomie
Cette espèce a été décrite par Rix, Wilson et Harvey en 2023.

## Publication originale
- (en) M. G. Rix, J. D. Wilson et M. S. Harvey, « A revision of the open-holed trapdoor spiders of the Teyl damsonoides-group (Mygalomorphae: Anamidae: Teylinae) from south-western Australia », Journal of Arachnology, Lubbock (Texas), vol. 51, no 3,‎ 2023, p. 287-377 (ISSN 0161-8202, e-ISSN 1937-2396).